# Carl Wallbom
Carl Fredrik Wallbom (i riksdagen kallad Wallbom i Fredriksberg), född 5 maj 1849 i Sura, död 27 april 1913 i Köpings landsförsamling, var en svensk skräddarmästare och politiker (liberal).
Carl Wallbom var skräddarmästare i Köpings landsförsamling, där han och var också kommunalt aktiv. Han var riksdagsledamot 1891–1896 i andra kammaren för Västmanlands läns västra domsagas valkrets. Fram till 1894 tillhörde han Gamla lantmannapartiet, men vid bildandet av den liberala partigruppen Folkpartiet år 1895 övergick han dit. I riksdagen arbetade han bland annat för att avskaffa kyrkomötets vetorätt i kyrkolagsfrågor.